# ファナティック ハリウッドの狂愛者
『ファナティック ハリウッドの狂愛者』（ファナティック ハリウッドのきょうあいしゃ、The Fanatic）は、2019年のアメリカ合衆国のスリラー映画。
監督はフレッド・ダースト、出演はジョン・トラボルタとデヴォン・サワなど。
ジョン・トラボルタが狂気に満ちたストーカーを演じた作品。トラボルタは本作と『ワイルド・レース』で第40回ゴールデンラズベリー賞最低主演男優賞を受賞した。

## ストーリー
ハリウッドで、イギリス人の扮装でお上りさん向けのストリートパフォーマーをしているムース。ムースは⼈気俳優ハンター・ダンバーの熱狂的なファンであるが、ある日、ハンターのサイン会に出かけたムースは、彼から冷たくあしらわれたことをきっかけに、狂気に満ちた彼のストーカーへと変貌していく。

## キャスト
- ムース: ジョン・トラボルタ
- ハンター・ダンバー: デヴォン・サワ
- レア: アナ・ゴーリャ（英語版）
- トッド: ジェイコブ・グロドニック
- スリム: ジェームズ・パクストン（英語版）
- アマンダ: デニー・メンデス（英語版）

## 作品の評価

### 映画批評家によるレビュー
Rotten Tomatoesによれば、批評家の一致した見解は「ジョン・トラボルタが奇妙な髪型で渾身の演技を披露しているが、『ファナティック ハリウッドの狂愛者』はファンの感謝の気持ちが有毒な妄想に凝り固まっていくさまを描いた作品としては空虚な印象を与える。」であり、69件の評論のうち高評価は16%にあたる11件のみで、平均点は10点満点中3.8点となっている。
Metacriticによれば、19件の評論のうち、高評価は3件、賛否混在は2件、低評価は14件で、平均点は100点満点中18点となっている。

### 受賞歴
| 賞                           | 部門           | 対象               | 結果       |
| ---------------------------- | -------------- | ------------------ | ---------- |
| 第40回ゴールデンラズベリー賞 | 最低作品賞     |                    | ノミネート |
| 第40回ゴールデンラズベリー賞 | 最低監督賞     | フレッド・ダースト | ノミネート |
| 第40回ゴールデンラズベリー賞 | 最低主演男優賞 | ジョン・トラボルタ | 受賞       |